# Ṵ̄
Cette page contient des caractères spéciaux ou non latins. S’ils s’affichent mal (▯, ?, etc.), consultez la page d’aide Unicode.
Ṵ̄ (minuscule : ṵ̄), appelé U tilde souscrit macron, est un graphème utilisé dans l’écriture du mbelime.
Il s’agit de la lettre U diacritée d’un tilde souscrit et d’un macron.

## Représentations informatiques
Le U tilde souscrit macron peut être représenté avec les caractères Unicode suivants :
- précomposé (latin étendu additionnel, diacritiques)[1],[2] :

| formes    | représentations | chaînes de caractères | points de code | descriptions                                                |
| --------- | --------------- | --------------------- | -------------- | ----------------------------------------------------------- |
| capitale  | Ṵ̄               | Ṵ◌̄                    | U+1E74 U+0304  | lettre majuscule latine u tilde souscrit diacritique macron |
| minuscule | ṵ̄               | ṵ◌̄                    | U+1E75 U+0304  | lettre minuscule latine u tilde souscrit diacritique macron |

- décomposé (latin de base, diacritiques) :

| formes    | représentations | chaînes de caractères | points de code       | descriptions                                                            |
| --------- | --------------- | --------------------- | -------------------- | ----------------------------------------------------------------------- |
| capitale  | Ṵ̄               | U◌̰◌̄                   | U+0055 U+0330 U+0304 | lettre majuscule latine u diacritique tilde souscrit diacritique macron |
| minuscule | ṵ̄               | u◌̰◌̄                   | U+0075 U+0330 U+0304 | lettre minuscule latine u diacritique tilde souscrit diacritique macron |